# ناقل وراثي

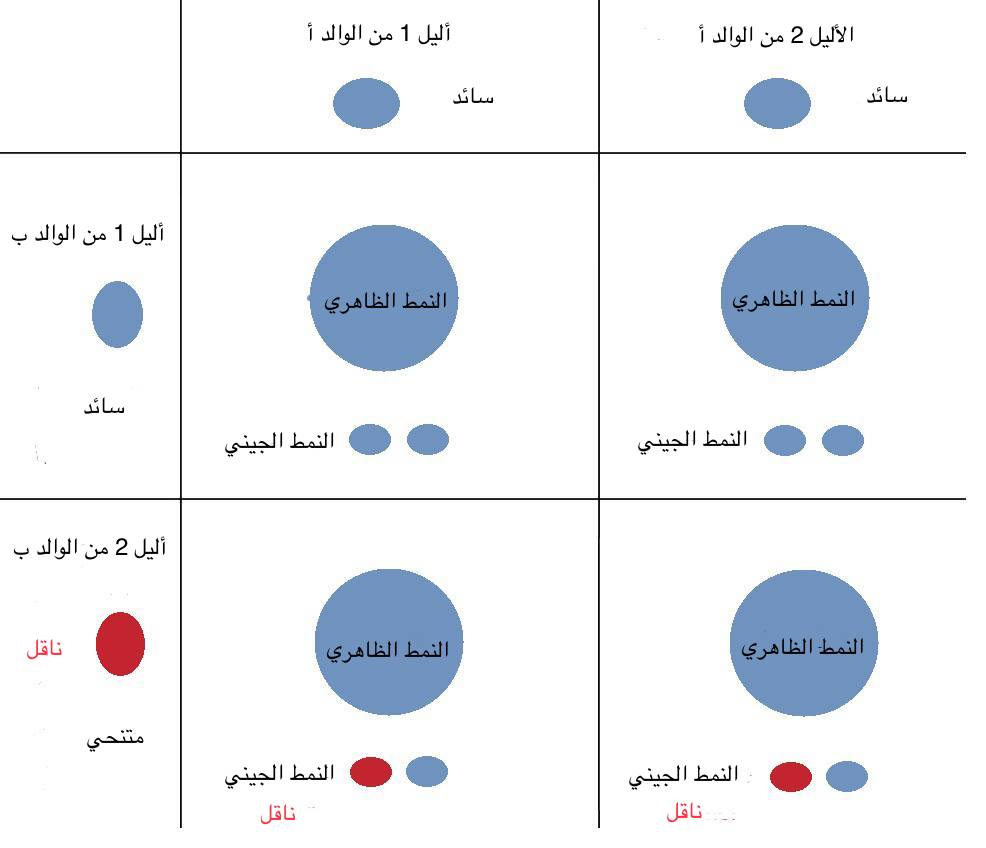
مربع بانيت: إذا لم يكن لدى الوالد الآخر التصرف الوراثي المتنحي، فإنه لا يظهر في النمط الظاهري للأطفال، ولكن في المتوسط 50% منهم يصبحون حاملين.

الناقل الوراثي (الناقل الجيني أو الناقل فقط)، هو شخص أو كائن حي آخر ورث أليلًا متنحيًا لسمة أو طفرة وراثية ولكنه عادة لا يظهر تلك السمة أو يظهر أعراض المرض. ومع ذلك، فإن الناقلين قادرون على توريث الأليل إلى ذريتهم، الذين قد يعبرون بعد ذلك عن السمة الوراثية.

## الناقلون في الميراث الجسمي
أصبحت الوراثة الصبغية الجسمية السائدة المتنحية ممكنة بسبب حقيقة أن أفراد معظم الأنواع (بما في ذلك جميع الحيوانات والنباتات العليا) لديهم أليلين من معظم الاستعدادات الوراثية لأن الكروموسومات في نواة الخلية عادة ما تكون موجودة في أزواج (ثنائي الصيغة الصبغية). يمكن أن يكون الناقلون من الإناث أو الذكور لأن الجسيمات الذاتية متماثلة بشكل مستقل عن الجنس.

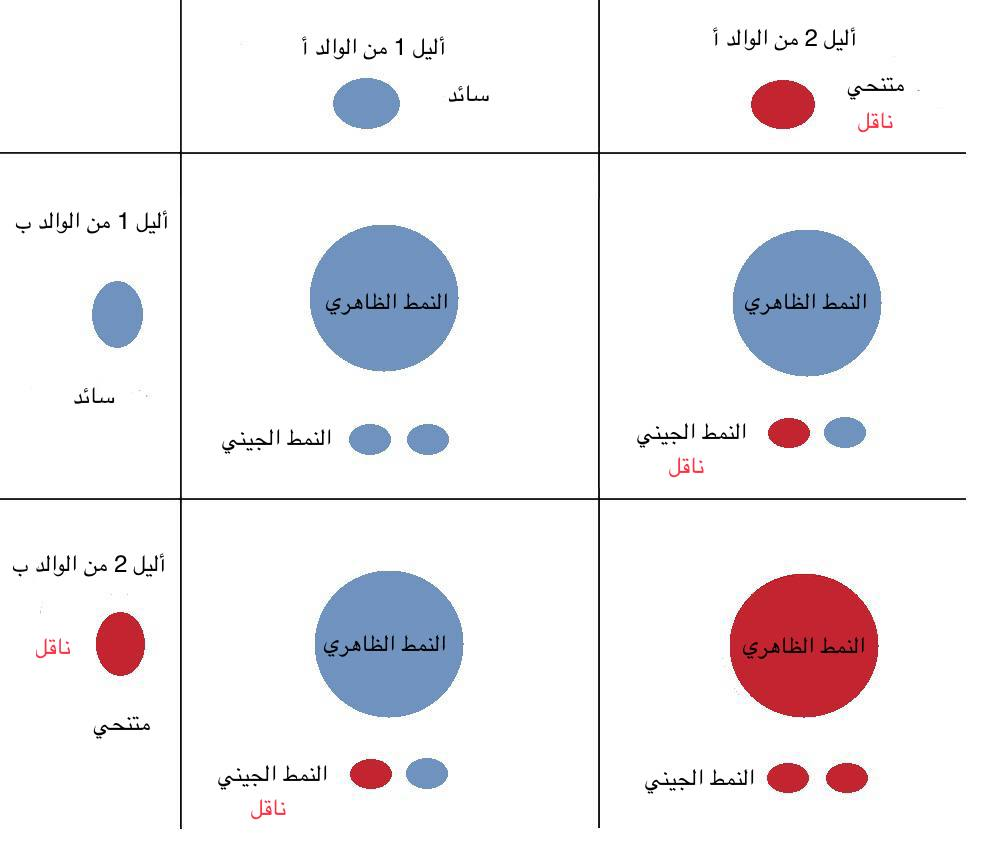
مربع بانيت: إذا كان كلا الوالدين حاملين، في المتوسط 25% من النسل لديهم سمة متنحية في النمط الظاهري و50% حاملون.

في الناقلين، يكون التعبير عن سمة معينة متنحيًا. حيث يمتلك الفرد استعداداً وراثياً للسمة السائدة والاستعداد الوراثي للسمة المتنحية، ويسود التعبير السائد في النمط الظاهري. في الفرد المتغاير الزيجوت فيما يتعلق بأليل معين، لا يمكن التعرف خارجيًا على أنه يحتوي أيضا على الأليل المتنحي. ولكن إذا كان لدى الناقل طفل، تظهر السمة المتنحية في النمط الظاهري لهذا الطفل، في حالة تلقي النسل الأليل المتنحي من كلا الوالدين وبالتالي لا يمتلك الأليل السائد الذي من شأنه أن يغطي السمة المتنحية. وفقًا للقانون المندلي لفصل الجينات، يصبح ما متوسطه 25% من النسل متماثل الزيجوت ويعبرون عن السمة المتنحية. يمكن للناقلين إما نقل السمات الوراثية الطبيعية المتنحية أو مرض وراثي متنحي جسمي.

## الناقلون في الميراثات المعتمدة على الجنس

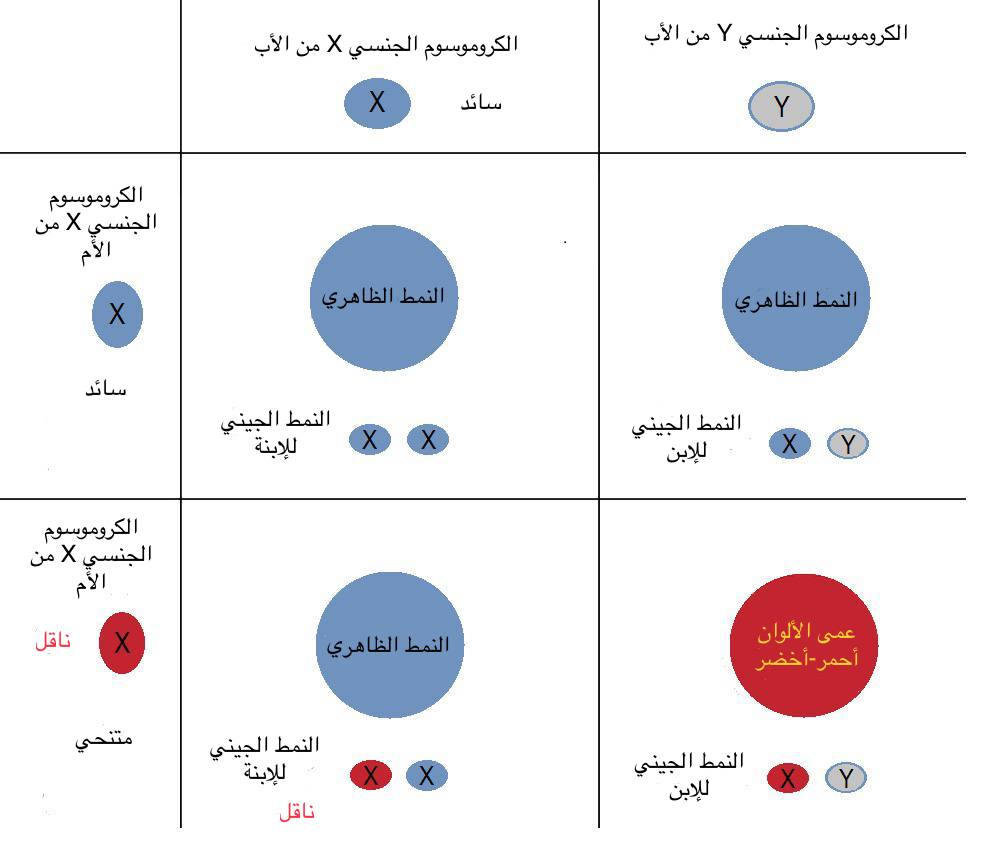
الأم حاملة للتصرف الوراثي المتنحي لعمى الألوان. لا يمكن لكروموسوم Y للأب معارضة ذلك. يمكن للأليل الصحي على الكروموسوم X للأب أن يعوض عن ذلك في الابنة. يمكنها أن ترى بشكل طبيعي، لكنها تصبح ناقلة. ينطبق نفس نمط الوراثة على الهيموفيليا.

تنتقل الجينات المتنحية المعتمدة على الجنس أيضا من قبل الناقلين. يستخدم هذا المصطلح في علم الوراثة البشرية في حالات السمات الوراثية التي تكمن فيها السمة الملحوظة على الكروموسوم الجنسي الأنثوي، الكروموسوم X. الناقلون هم دائما من النساء. لا يمكن للرجال أن يكونوا حاملين لأن لديهم كروموسوم X واحد فقط. الكروموسوم Y ليس كروموسومُا متجانسًا حقًا. لهذا السبب، فإن التركيب الجيني للسمة الملحوظة ليس ذو شقين. إذا كان لدى الرجل تصرف وراثي متنحي معين على كروموسوم X الخاص به، فإن هذا يسمى أحادي الكروموسوم ويعبر عنه ظاهريا. كما أن التصرف الوراثي المتنحي على كروموسوم Y الخاص به - وكذلك الزيجوت النصفية - يمكن أن يتجلى لأنه لا يوجد كروموسوم متماثل مع أليل، والذي يمكن أن يتراكب عليه. إذا لم تكن هناك معلومات وراثية على كروموسوم Y لخاصية معينة فإن تأثير Y يكون محايدًا والأليل على كروموسوم X الخاص به، والذي سيكون متنحيًا في امرأة متغايرة الزيجوت، يمكن الآن التعبير عنه بمفرده.
النساء لديهن كروموسومان جنسيان متماثلان (XX). لذلك، يمكن أن تكون النساء حاملات للجينات المرتبطة بالكروموسوم الجنسي X. أمثلة على السمات الموروثة عن طريق الكروموسوم X هي عمى الألوان والشكل الوراثي الأكثر شيوعا للهيموفيليا. يتأثر الرجال في كثير من الأحيان أكثر من النساء.
كانت الملكة فيكتوريا، وبناتها الأميرتان أليس وبياتريكس، حاملتين لجين الهيموفيليا (أليل غير طبيعي للجين ضروري لإنتاج أحد عوامل تخثر الدم). كان لكليهما أطفال استمروا في نقل الجين إلى الأجيال اللاحقة من المنازل الملكية في إسبانيا وروسيا التي تزوجا منها. نظرا لأن الذكور لديهم كروموسوم X واحد فقط، فإن الذكور الذين حملوا الجين المتغير مصابون بالهيموفيليا ب. تمتلك الإناث كروموسومين X، لذلك فإن نسخة واحدة وراثية من الجين المتنحي المرتبط ب X من شأنها أن تجعلها حاملة بدون أعراض. هذه الإناث ببساطة مررتها إلى نصف أطفالهن.

انتقال مرض الهيموفيليا المرتبط بالجنس إلى نسل الملكة فيكتوريا.{اللون الأبيض سليم، اللون الزهري ناقل للمرض، اللون الأحمر مصاب}.

الوراثة السائدة المرتبطة بالجنس معروفة أيضًا. لا توجد ناقلات لأن أصحاب التصرف الوراثي السائد يعبرون ظاهريا عن السمة في كل حالة.